# Toptal
A Toptal é uma startup de tecnologia de Silicon Valley, Estados Unidos, fundada em 2010 por Taso Du Val e Breanden Beneschott. Oferece ao mercado engenheiros de software e designers com grande experiência para empresas que precisam de talentos freelance. Du Val é ex-integrante do Fotolog e Slide. Recentemente foi selecionado pela revista Forbes como um dos 30 empreendedores sub 30 na categoria Empreendimentos Tecnológicos de 2015. A Toptal conta com um estrito  processo de seleção para avaliar freelancers de todo o mundo e tem uma taxa de aceitação de cerca de 3% dos solicitantes. A companhia possui mais de 2.000 clientes, entre os que se destacam Airbnb, JPMorgan Chase, IDEO, Axel Springer SE, Pfizer, e Rand McNally. Entre os investidores da Toptal, encontra-se a Andreessen Horowitz, a reconhecida firma de venture capital; Adam D’Angelo de Quora, Ryan Rockefeller, entre outros.

## Descrição
A Toptal recruta engenheiros de software e designers utilizando uma série de entrevistas e provas técnicas de acordo com a área de especialização do interessado em fazer parte da plataforma. O processo seletivo para os engenheiros é o seguinte:
| Etapas da prova                 | Porcentagem de solicitantes que aprovam |
| ------------------------------- | --------------------------------------- |
| Linguagem e personalidade       | 26.4%                                   |
| Exame cronometrado de algoritmo | 7.4%                                    |
| Provas técnicas                 | 3.6%                                    |
| Teste de projetos               | 3.2%                                    |
| Excelência contínua             | 3.0%                                    |

A equipe encarregada do recrutamento consegue matches entre desenvolvedores e designers para projetos de acordo com as demandas particulares de cada cliente, um tipo de serviço freelance que contrasta com a estratégia de alto volume própria de sites como o Freelancer.com. Os clientes têm um período de teste sem riscos de compromisso.
A Toptal está próxima de fechar este 2015 com receita de cerca de US$ 100 milhões.
A empresa não tem escritórios fixos. É uma equipe que trabalha de maneira completamente remota em todo o mundo. Organizam eventos de tecnologia a nível mundial, conferências de engenharia de software e workshops de programação, incluindo associações de trabalho com organizações como a Hacker Paradise.

## Notícias destacadas
Em novembro de 2015, a Toptal ficou com o 1º lugar no Deloitte's Technology Fast 500 award como a companhia de mais rápido crescimento na categoria mercado de talentos dos Estados Unidos. Também ficou com o 12º lugar do mesmo prêmio na categoria empresa de software e 33º como companhia tecnológica a nível geral.
Em 2015, Du Val foi destacado pela revista Forbes em sua lista dos 30 principais empresários com menos de 30 anos na categoria de empreendedores tecnológicos por seu trabalho como cofundador da Toptal. Além de ter dado palestras na Harvard Business School ou na Udemy, Du Val foi entrevistado por grandes meios de comunicação, como a CNBC's, a Fox Business, entre outros.
Em outubro de 2015, a plataforma anunciou o lançamento de Designers Toptal, notícia anunciada por muitos meios especializados, entre eles, o TechCrunch.
Em outubro de 2014, a história de Breaden Beneschott, COO da Toptal, foi retratada no blog de Tim Ferriss´s como a vida de um nômade digital. Beneschott morou em 29 países ao longo de três anos, enquanto ia construindo a companhia.
Em julho de 2013, o LinkedIn entrou em uma forte controvérsia com a Toptal. Eliminou fotos de algumas mulheres desenvolvedoras, dizendo que os usuários da rede profissional tinham se queixado, porque as imagens eram muito sensuais. Em resposta, o CEO da Toptal, Tasu Du Val, condenou a medida acusando-os de ter cometido um caso de claro sexismo dentro da indústria tecnológica. O LinkedIn repôs imediatamente as fotos alegando que se tratou de um erro.
A trajetória da Toptal como plataforma freelance vem sendo refletida em destacados meios de comunicação, como o Entrepreneur, Inc., o The Huffington Post ou o TechCrunch.